# Głębczański
Głębczański, także Głębrzański – główny, prawy dopływ potoku Roztocznego w Paśmie Baraniej Góry w Beskidzie Śląskim. Wypływa w dolinie między Zielonym Kopcem i Gawlastem (Gawlasim) na wysokości około 989 m. Początkowo spływa w kierunku południowo-zachodnim między krótkimi grzbietami tych szczytów, następnie zmienia kierunek na południowy płynąc głęboką doliną między grzbietami Cienkowa Wyszniego i Magurki Wiślańskiej. Przy tzw. Barańskim Moście na wysokości 739 m uchodzi do Roztocznego.
Cała zlewnia Głębczańskiego znajduje się w porośniętych lasem zboczach gór, w granicach miasta Wisła w powiecie cieszyńskim, województwie śląskim, w obrębie Parku Krajobrazowego Beskidu Śląskiego. Wzdłuż dużej części biegu potoku prowadzi droga leśna wyprowadzająca na grzbiet Cienkowa Wyszniego.